# 스파이: 작전명 태풍
《스파이: 작전명 태풍》(러시아어: Задания особой важности. Операция «Тайфун» , 영어: The Operation Typhoon)은 2013년 러시아의 TV 미니시리즈로, 표토르 아멜린이 연출하고 에두아르드 트루크메뇨프, 마리아 쿨리코바, 세르게이 바탈로프, 미하일 예르세예브가 출연한다.

## 출연진
- 에두아르드 트루크메뇨프 (에피소드 4)
- 마리아 쿨리코바 (에피소드 4)
- 세르게이 바탈로프 (에피소드 4)
- 미하일 예르세예브 - 쿤츠 역 (에피소드 1)